# Henri Arnault de Zwolle
Henri Arnaut de Zwolle, (spesso Henri Arnault, ma anche Henricus Arnold/Arnoldus/Arnoul di/van/von Zwolle), (Zwolle, 1400 circa – Parigi, 6 settembre 1466), è stato un medico, astronomo e astrologo olandese, e organista di Filippo il Buono. Egli è noto per aver scritto un trattato sugli strumenti musicali.

## Biografia
Henri Arnaut nacque apparentemente a Zwolle. Non esistono dati sulla sua carriera scolastica, ma probabilmente divenne prima medico, poiché fu chiamato Magister Henricus Arnault, Medicus Alemannus de Zuvolis (Zuvolis = Zwolle). Divenne poi allievo del costruttore di strumenti musicali Jean de Fusoris, che lavorò per Filippo il Buono dal 1400 al 1445, e successivamente per il re Luigi IX di Francia. Dal 1432, Henri fu alla corte di Filippo il Buono a Digione.
Fra il 1438 ed il 1446 (diversi decenni prima di Leonardo da Vinci), scrisse un manoscritto il latino su di un'ampia varietà apparati tecnici, ricadenti nel campo dell'astronomia, dell'idraulica, degli strumenti astronomici, e sembra avesse progettato il prototipo di una scala pieghevole e di una lucidatrice di gemme preziose. Fra i suoi manoscritti è stata trovata una copia del trattato Speculum musicae di Jacobus di Liegi. La parte più nota dei suoi scritti è costituita da un trattato sul progetto e la costruzione di strumenti musicali, contenente, fra le altre cose, i disegni ed i principi costruttivi di un clavicembalo. Egli diede una dettagliata descrizione dei meccanismi presenti in questo strumento a tastiera, necessari per collegare quest'ultima alle corde fissate sulla tavola armonica. Descrisse anche il liuto, il clavicordo, il dulce melos e l'organo. Tutti gli strumenti dovevano essere impiegati nell'esecuzione delle musiche di Corte e non in chiesa. I manoscritti vennero probabilmente messi insieme soltanto nel XVI secolo (F-Pn Lat. 7295).
Come consigliere di Filippo il Buono, realizzò nel 1444 una carta topografica della regione contesa fra Francia e Ducato di Borgogna, allo scopo di definire l'enclave francese nel territorio della Borgogna, con l'intento di eliminarla allo scopo di semplificare la linea di confine.
Fra il 1454 ed il 1461 lasciò la Corte di Borgogna per passare al servizio dei re Carlo VII di Francia e Luigi XI a Parigi, dove morì per una epidemia nel 1466.